# Austin (Minnesota)
Austin es una ciudad ubicada en el condado de Mower en el estado estadounidense de Minnesota. En el Censo de 2010 tenía una población de 24718 habitantes y una densidad poblacional de 801,92 personas por km².

## Geografía
Austin se encuentra ubicada en las coordenadas 43°40′18″N 92°58′25″O / 43.67167, -92.97361. Según la Oficina del Censo de los Estados Unidos, Austin tiene una superficie total de 30.82 km², de la cual 30.54 km² corresponden a tierra firme y (0.91%) 0.28 km² es agua.

## Demografía
Según el censo de 2010, había 24718 personas residiendo en Austin. La densidad de población era de 801,92 hab./km². De los 24718 habitantes, Austin estaba compuesto por el 86.84% blancos, el 3.03% eran afroamericanos, el 0.32% eran amerindios, el 2.42% eran asiáticos, el 0.16% eran isleños del Pacífico, el 4.82% eran de otras razas y el 2.41% pertenecían a dos o más razas. Del total de la población el 15.36% eran hispanos o latinos de cualquier raza.